# 치테르나
치테르나(이탈리아어: Citerna)는 이탈리아 움브리아주 페루자도에 있는 코무네다. 페루자에서 북서쪽으로 50km 거리에 있다.
최근에 "보르기 피우 벨리 디탈리아"상(이탈리아에서 가장 아름다운 마을)을 수상하며, 주목받고 있다.